# شیشه گرم

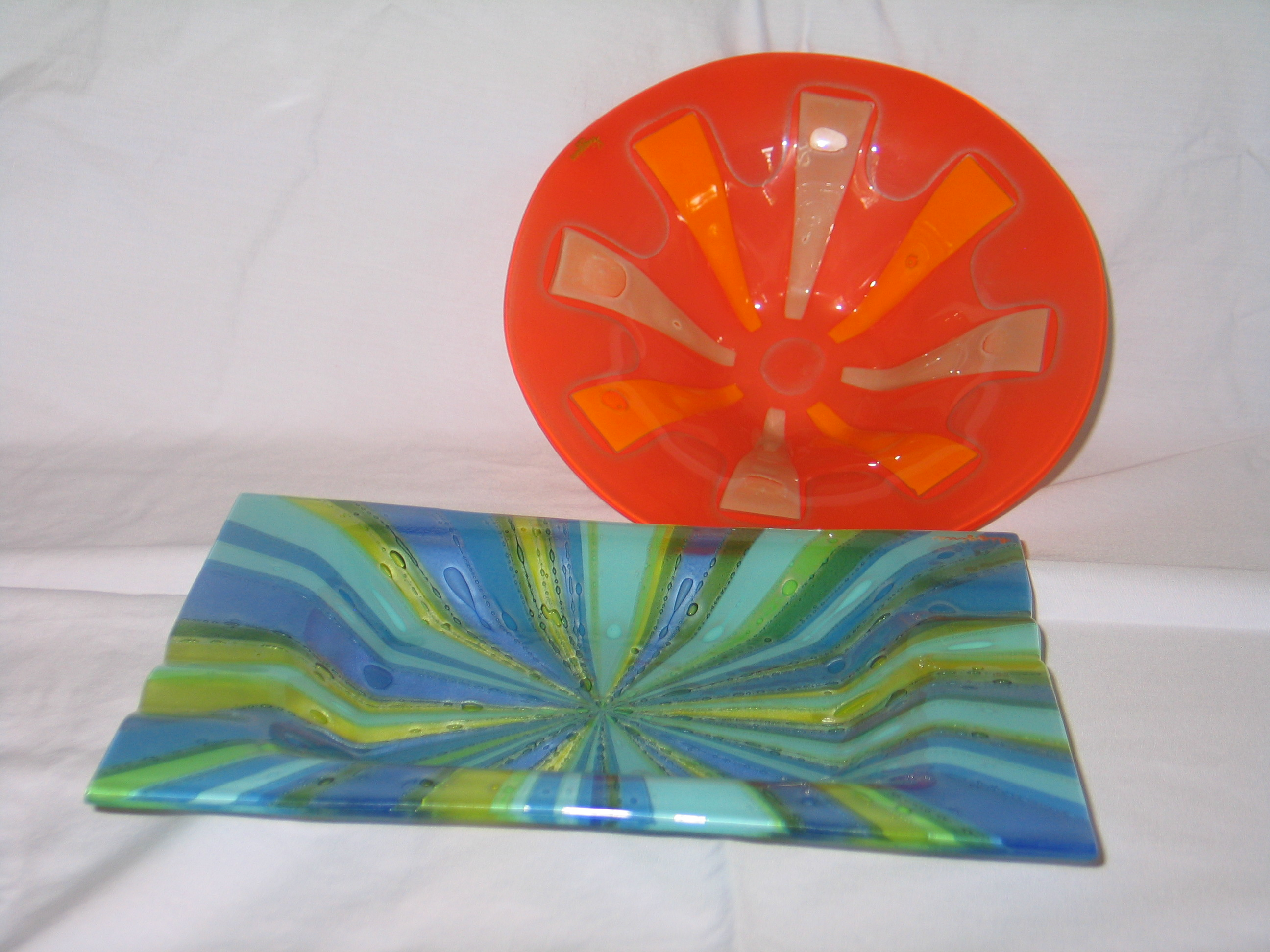
شیشه هیگینز، زیرسیگاری و پاپیون ذوب شده و خمیده

شیشه گرم یا شیشه کوره ای کار شیشه است که معمولا برای مقاصد هنری و با حرارت دادن آن در کوره به کار می رود. فرایندهای مورد استفاده بستگی به دمایی دارد که به دست می آید و از همجوشی و ذوب تا ریخته گری را شامل می شود.
شیشه گرم یا شیشه کوره ای کار شیشه است که معمولا برای مقاصد هنری و با حرارت دادن آن در کوره به کار می رود. فرایندهای مورد استفاده بستگی به دمایی دارد که به دست می آید و از همجوشی و ذوب تا ریخته گری را شامل می شود.

## فرایندها
کار شیشه گرم با توجه به دمای کاری و زمانی که شیشه در این دما سپری می کند، از فرایندهای مختلفی استفاده می کند. شیشه با افزایش دما به تدریج نرم تر و سختی و ویسکوزیته آن کم تر می شود. شیشه‌های کوره‌کاری شده (برخلاف کار با لامپ) به آرامی واکنش نشان می دهد، و بنابراین مقدار تاثیر آن بر شیشه بستگی به زمانی دارد که در دمای کاری سپری می کند.

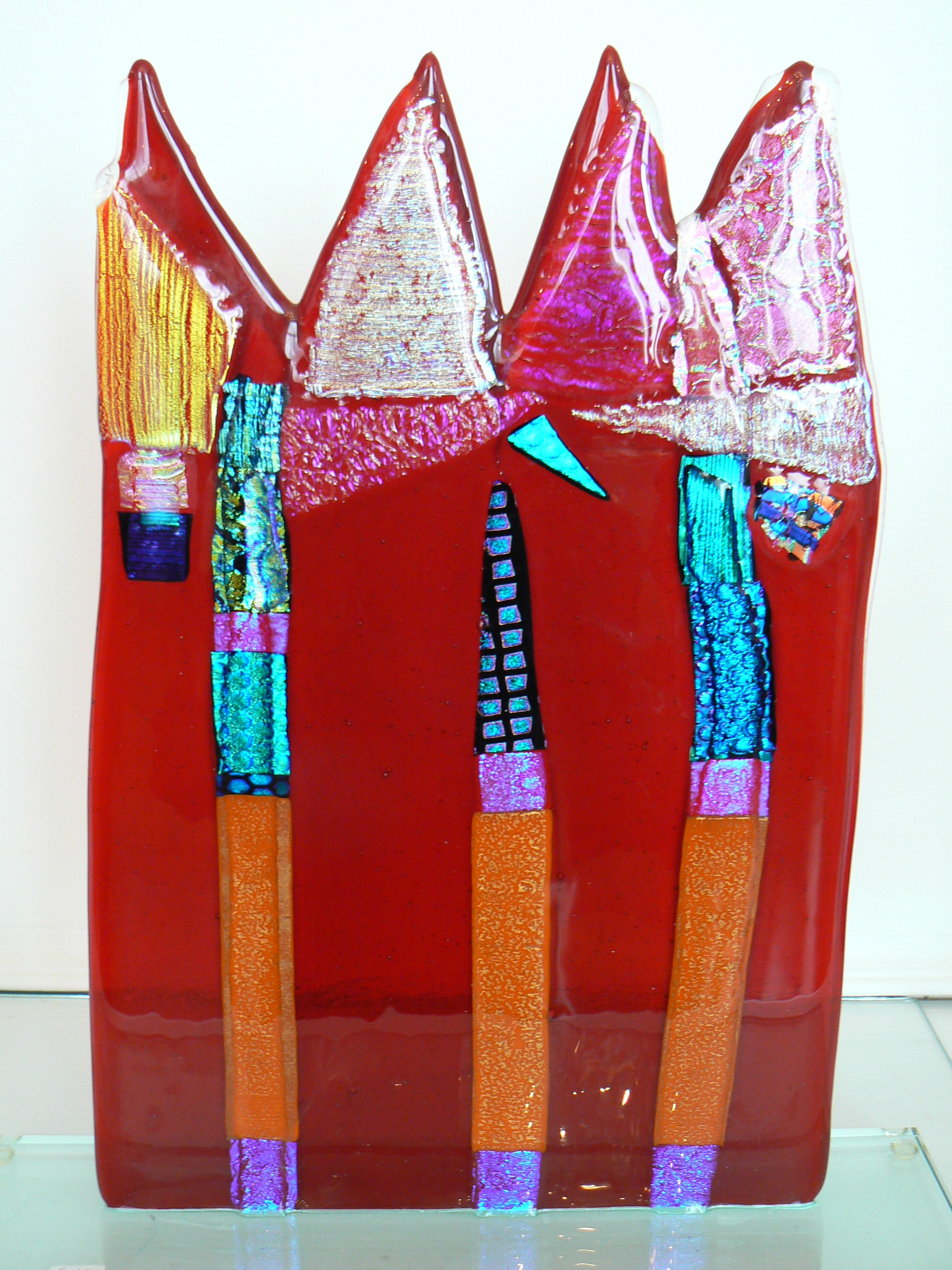
قطعه شیشه ای مات با برجستگی های شیشه ای دورنگ

سه فرآیند اصلی با تغییرات درون آن ها وجود دارد. فرآیند گسترده به دما بستگی دارد، تغییرات درون آن به زمان و همچنین به تغییرات جزئی دما بستگی دارد. این فرایندها عبارتند از:
- همجوشی، که در آن شیشه شکل خود را حفظ می کند، اما چسبناک می شود و قطعات شیشه ای مجاور به هم متصل می شوند.
- ذوب، که شیشه در آن تغییر شکل می دهد، انعطاف پذیر می شود اما هنوز شکل جامد تقریبی خود را حفظ می کند.
- ریخته گری، که در آن شیشه ذوب می شود و به مایعی لزج تبدیل می شود که شکل خود را از قالب حاوی آن می گیرد.

استفاده از چندین فرآیند به نوبه خود برای یک قطعه معمول است. شیشه های رنگی ممکن است با هم ترکیب شوند تا یک ورقه چند رنگ کامپوزیتی بسازند. سپس این شیشه سرد شده و به صورت تکه تکه دوباره مونتاژ می شود، که سپس با هم ترکیب می شوند. در نهایت قطعه برای شکل دادن به یک قالب ریخته می شود.
شیشه معمولا تنها برای یک فرآیند در یک چرخه گرمایشی کار می کند و در جایی که یک قطعه نیاز به چندین چرخه دارد، به دمای پایین تر بین آن ها باز می گردد.

### همجوشی

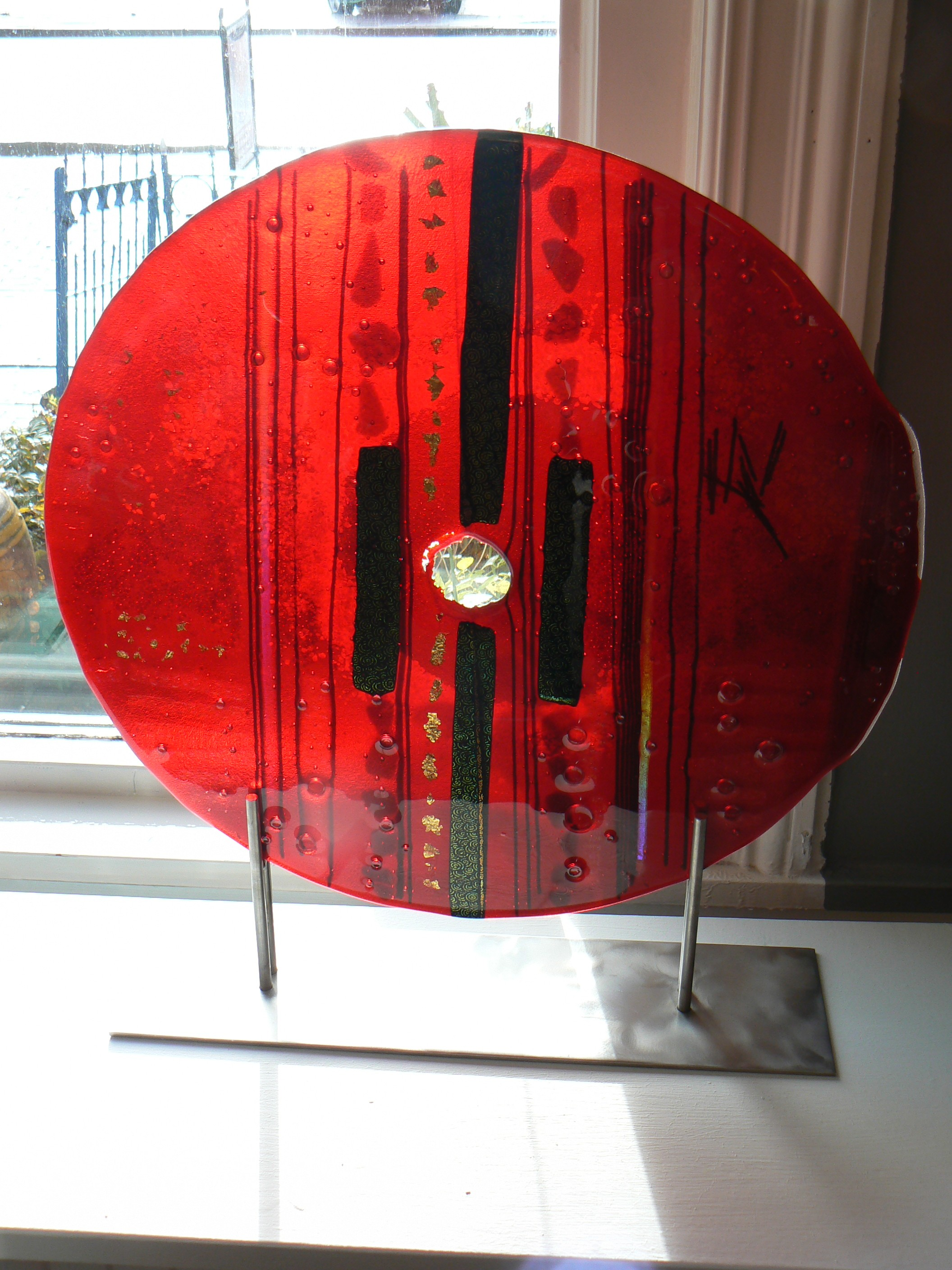
بشقاب شیشه ای همجوشی شده

همجوشی استفاده از گرما برای اتصال شیشه توسط جوشکاری ذوبی، با یا بدون تغییر مرتبط در شکل، بسته به دما است.

#### همجوشی موقتی
همجوشی چسبی عبارت است از اتصال شیشه ها به یکدیگر، با کم ترین تغییر ممکن در شکل قطعات. همجوشی چسبی ممکن است به صورت تزیینی یا برای مونتاژ یک قطعه بزرگ شیشه از ورقه ها استفاده شود.
در جایی که همجوشی چسبی برای اعمال جزئیات تزیینی کوچک بر روی یک قطعه بزرگ تر استفاده می شود، اغلب می توان قطعات کوچک را تا حدی ذوب کرد تا شکل آن ها تغییر کند (معمولا کروی تر می شوند، تحت تاثیر کشش سطحی)، اما بدون تغییر شکل قطعه حامل. این کار را می توان با استفاده از افزایش دما انجام داد، اما فقط به طور خلاصه. تکه های بزرگ توده های حرارتی بزرگ، آهسته تر از تزئینات کوچک گرم می شوند.

##### همجوشی کامل
همجوشی کامل مانند همجوشی چسبی است، اما دما بالاتر است به طوری که قطعات ذوب شده شروع به ادغام می کنند. در حالت کامل، افزودنی های تزیینی به یک سطح به طور کامل جذب آن می شوند و سطح دوباره صاف می شود. این کار معمولا برای اثر تزیینی انجام می شود.

### ذوب

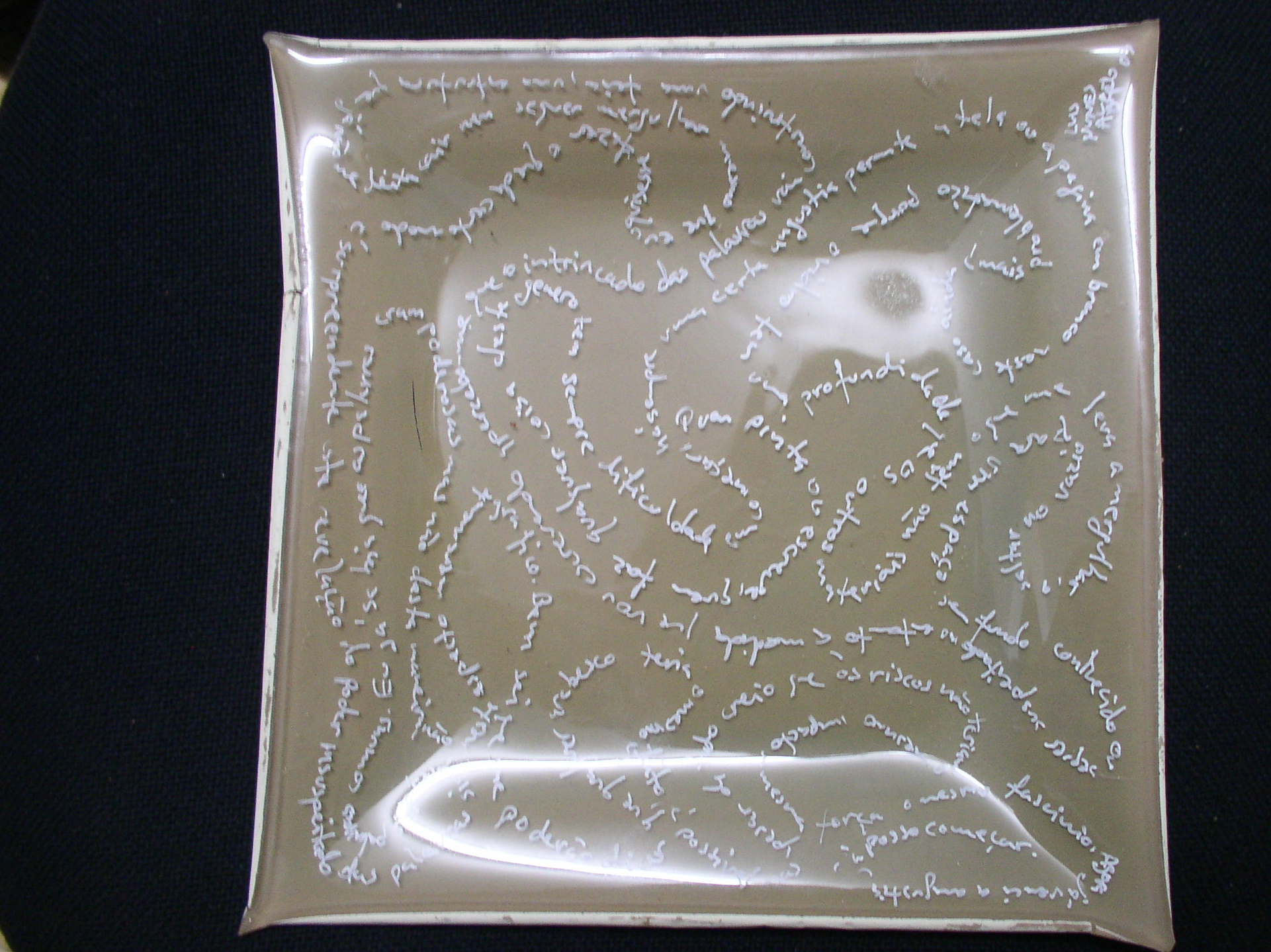
بشقاب، در یک قالب کم عمق فرو ریخته

شیشه ذوب شده تا دمایی که در آن شیشه نرم می شود و شروع به تغییر شکل می کند، گرم می شود. ممکن است در امتداد یک انحنا خم شود یا اگر به اندازه کافی حرارت داده شود، ممکن است به اندازه کافی کش بیاید و منحنی شود تا از یک انحنای ترکیبی مانند یک کاسه پیروی کند.

#### قالب گیری ذوب
قالب گیری ذوب با یک ورقه شیشه ای مسطح که بالای یک قالب سرامیکی قرار می گیرد آغاز می شود. هنگامی که گرم می شود، شیشه تحت وزن خود در قالب فرو می ریزد.
این قالب ها معمولا به صورت تجاری ساخته می شوند و در طیف وسیعی از اشکال و اندازه های استاندارد عرضه می شوند: کاسه، سینی و غیره. برای قطعات سفارشی، یک کارگر شیشه نیز ممکن است یک قالب تخصصی یا موقت را به عنوان یک قالب یک تکه بسازد.
برای جلوگیری از به دام افتادن هوا، قالب با یک سوراخ تخلیه کوچک سوراخ می شود. در غیر این صورت شیشه داغ با لبه قالب یک آب بندی خوب تشکیل می دهد و یک حباب هوا به دام می افتد. چنین حباب به دام افتاده ای اغلب مشکلاتی ایجاد می کند-هنگام خنک شدن این هوا ممکن است منقبض شود و خلاء جزئی ایجاد کند که برای شکستن شیشه کافی است. از آنجا که شیشه به اندازه کافی حرارت نمی بیند تا مایع شود، این هوا نمی تواند به صورت حباب فرار کند و بنابراین نیاز به تخلیه می باشد.
برای جلوگیری از چسبیدن شیشه به قالب از شست وشوی کامل آن استفاده می شود.

#### ذوب آزاد
یک قالب برای ذوب آزاد به شکل یک حلقه با یک دهانه مرکزی است. هنگامی که حرارت داده می شود، شیشه از این دهانه می افتد و یک کاسه را تشکیل می دهد. بسته به دما و زمان، این کاسه ممکن است کم عمق یا عمیق باشد. اگر یک قفسه کوره در زیر قالب حلقه ای قرار گیرد، این کار شیشه در حال سقوط را می گیرد و یک ظرف با پایه صاف ایجاد می کند.
از ذوب آزاد برای ساخت ظروف بلندتر با کناره های شیب دارتر مانند گلدان استفاده می شود.

#### پوشاندن
پوشاندن از انواع ریخته گری آزاد است، که در آن قالب در مرکز قطعه قرار می گیرد و لبه خارجی زیر حرارت قرار می گیرد. از آنجا که این لبه خارجی بدون محدودیت است، تمایل به افتادن در چین های بزرگ دارد. بنابراین لبه بسیار نامساوی است، اگرچه یک قطعه با دقت پوشانده شده ممکن است هنوز تقارن کامل را حفظ کند. به همین دلیل قطعات پوشانده شده شده اغلب به عنوان ظرف یا قالب استفاده می شوند.
قطعات پوشانده شده گاهی در هنگام سرد شدن ساییده و صاف می شوند تا ناهمواری لبه آن ها کاهش یابد.

### ریخته گری

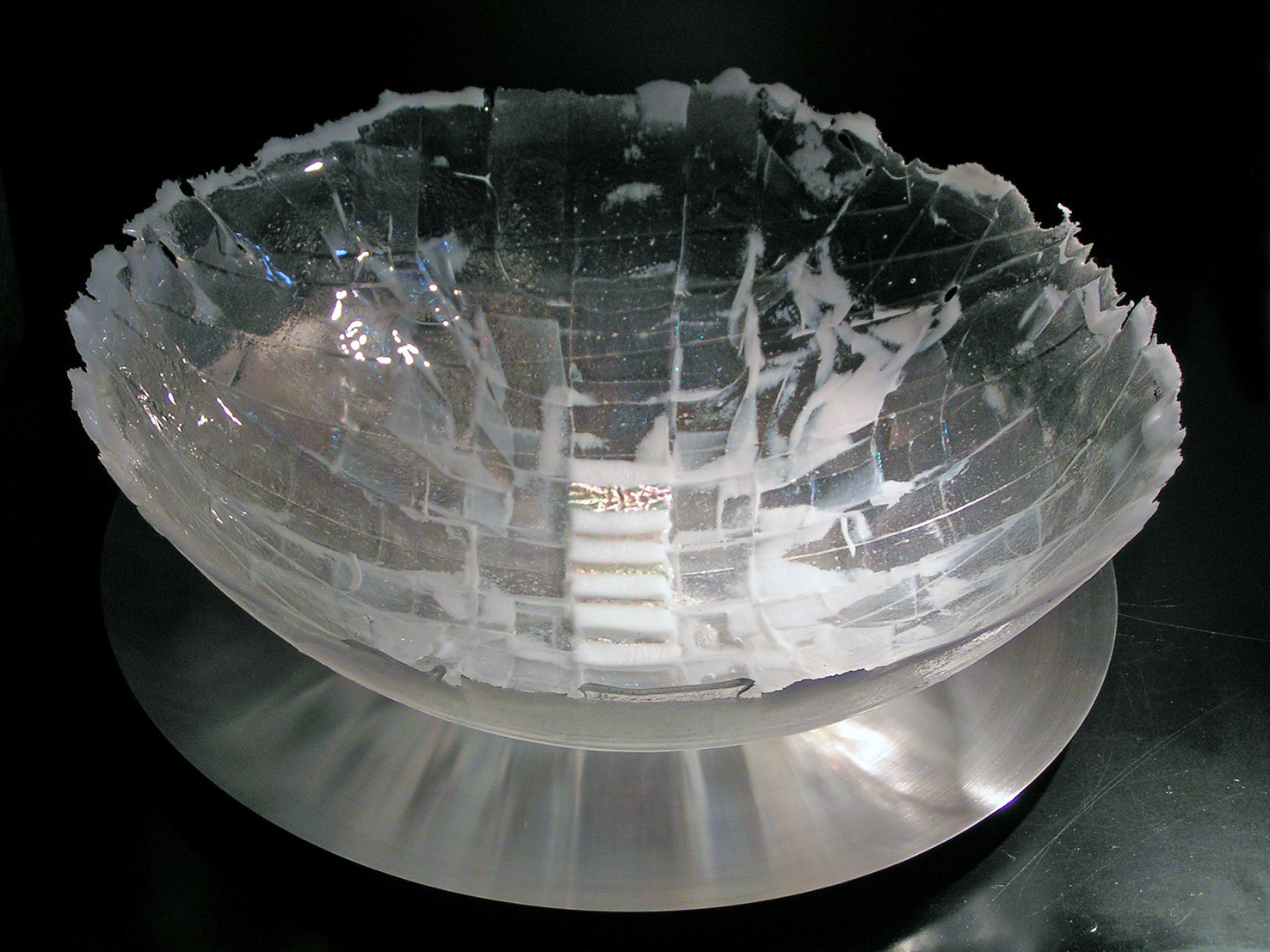
کاسه ریخته گری

ریخته گری فرایندی است که در آن شیشه شروع به ذوب شدن می کند و مانند یک مایع رفتار می کند. در حال حاضر شکل آن به طور کامل توسط قالب محدود شده و شکل قبلی از دست می رود. شیشه ویسکوز است و برخلاف ریخته گری فلزی، شیشه نرم در قالب جاری نمی شود. بنابراین تغییرات در شیشه در قطعه نهایی حفظ می شود، بنابراین رنگ ها و ترکیبات موجود در آن ممکن است هنوز در قالب باقی بمانند.
شیشه ممکن است از شمش های بیلت (شمش های لحیم کاری شده)، ورقه ای، قطعات شیشه ای به طور شل ریخته گری شده (این قطعات معمولا با ریخته گری با دمای پایین مورد استفاده قرار می گیرند، به طوری که مرز آن ها به طور عمدی بعد از آن قابل مشاهده باشد) یا شیشه های مسطح، شیشه آسیاب شده یا پودر شده.
قالب‌های ریخته‌گری ممکن است قالب‌های سرامیکی قابل استفاده مجدد باشند یا قالب‌های سرمایه‌گذاری یکبار مصرف گچ. این قالب ممکن است به نوبه خود توسط فرآیند موم از دست رفته شکل گرفته باشد.

#### خمیر شیشه ای

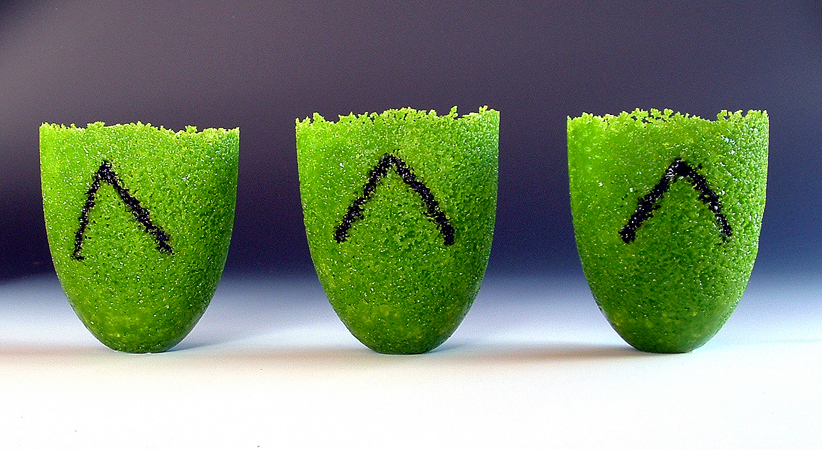
سه ظرف خمیر شیشه ای

خمیر شیشه ای از قالب های پودری ریخته می شود، با یک چسب مخلوط می شود. این کار به خمیر اجازه می دهد تا به کناره های یک قالب بزرگ در یک لایه نازک اعمال شود. هنگامی که قالب ریخته می شود، یک ظرف با دیواره نازک تشکیل می شود. شفافیت قالب نهایی به اندازه قالب مورد استفاده بستگی دارد: پودر ریز یک قالب مات، متوسط یا درشت تولید می کند که ممکن است برای ریخته گری یک قطعه شفاف استفاده شود.

### سایر فرایندها

#### صیقل کاری آتشی
در صیقل کاری آتشی، لبه ها به مدت کوتاهی در شعله حرارت داده می شوند تا صاف و گرد شوند.

#### شانه کردن
این یکی از معدود فرایندهایی است که شامل کار دستی بر روی شیشه داغ در حالی که هنوز در کوره است، می شود. به شیوه ای مشابه لغزش در سرامیک ها، الگویی بر روی سطح شکل می گیرد، سپس با یک میله فلزی نوک تیز به پر تبدیل می شود.

## پختن
کار با شیشه گرم شبیه به کار با سرامیک است، به این صورت که قطعه ای مونتاژ می شود، در کوره سرد قرار می گیرد و سپس از طریق یک چرخه از پیش تعریف شده گرم می شود، از جمله یک مرحله سرد کردن آهسته بعد از آن. بر خلاف شیشه داغ، شیشه گرم به ندرت به صورت دستی در حین گرم شدن کار می کند.

### کوره ها
کار شیشه گرم معاصر تقریبا به طور جهانی در یک کوره با حرارت الکتریکی انجام می شود، اگرچه برخی از کوره های گاز یا نفت سوز هنوز مورد استفاده قرار می گیرند. دلیل این امر دقت کنترل بیشتر و قابلیت برنامه ریزی در دسترس با گرمایش الکتریکی، و همچنین هزینه سرمایه کم تر و نصب مناسب آن ها است.
تمام کوره ها برای کار با شیشه نیاز به یک گرماسنج دارند که معمولا بر پایه ترموکوپل است، زیرا آگاهی از دمای کوره برای کنترل این فرآیند ضروری است.
کوره های الکتریکی دارای کنترل کننده هایی با پیچیدگی های مختلف هستند: ساده ترین آن ها "کنترل بی نهایت" است، یک تنظیم کننده ساده توان باز. از آنجا که این تنها قدرت را کنترل می کند، به جای دما، چنین کوره ای باید به صورت دستی در طول چرخه کنترل شود. از آنجا که چرخه های پختن در طول چندین ساعت، به طور بالقوه روزها برای قطعات معماری بزرگ گسترش می یابند، کنترل خودکار بدون نظارت آشکارا مهم است. کنترل دمای خودکار از یک کنترل کننده PID استفاده می کند که دمای تنظیم شده ثابتی را حفظ می کند. کنترل کننده های پیچیده تر اجازه می دهند که نرخ گرمایش و سرمایش شیب نیز کنترل شود که یک عامل مهم در گرمایش شیشه ای است. کنترل کننده های اختصاصی برای استفاده از کوره شیشه ای، کل چرخه های گرمایشی خود را قبل از استفاده با چندین دمای تنظیم شده، زمان نگهداری و شیب بین آن ها تعریف می کنند. پیچیده ترین کنترل کننده ها به استفاده از شیشه اختصاص دارند و اجازه می دهند تا چرخه های از پیش تعریف شده مانند "Fuse" یا "Slump" از یک منوی ساده انتخاب شوند، بدون اینکه اپراتور آن ها نیاز به آگاهی از دمای دقیق مورد نیاز داشته باشد.

### چرخه های پختن
رفتار شیشه در هنگام حرارت بسیار پیچیده است.

## کتاب شناسی
- Cummings, Keith (2002). Techniques of Kiln-Formed Glass. A & C Black. ISBN 0-7136-6120-8.
- Beveridge, Philippa; Domeénech, Ignasi; Pascual, Eva (2005). Warm Glass. Lark Books. ISBN 978-1-57990-655-9.
- Cummings, Keith (2009). Contemporary Kiln Formed Glass. A & C Black. ISBN 978-1-4081-0075-2.
- Walker, Brad (2010). Contemporary Fused Glass. ISBN 978-0-9700933-1-8.